# Anthocharis bieti
Anthocharis bieti är en fjärilsart som beskrevs av Charles Oberthür 1884. Anthocharis bieti ingår i släktet Anthocharis och familjen vitfjärilar. Inga underarter finns listade i Catalogue of Life.